# 담황색배나무타기쥐
담황색배나무타기쥐(Rhipidomys fulviventer)는 비단털쥐과에 속하는 설치류이다. 콜롬비아와 베네수엘라에서 발견된다.